# عوين الأعلى (الصومعة)

تعديل مصدري - تعديل

عوين الأعلى هي إحدى قرى عزلة عوين بمديرية الصومعة التابعة لمحافظة البيضاء، بلغ تعداد سكانها 886 نسمة حسب تعداد اليمن لعام 2004.